# Neorhynchoplax okinawaensis
Neorhynchoplax okinawaensis is een krabbensoort uit de familie van de Hymenosomatidae. De wetenschappelijke naam van de soort is voor het eerst geldig gepubliceerd in 1994 door Nakasone & Takeda.